# 사카이 류스케
사카이 류스케(일본어: 酒井 隆介, 1988년 9월 7일 ~ )는 일본의 전 축구 선수이다.

## 구단 경력
그는 2011년부터 202년까지 J리그의 교토 상가 FC, 마쓰모토 야마가 FC, 나고야 그램퍼스, FC 마치다 젤비아에서 활동하였다.